# سرخه‌دیزج (ورزقان)
سرخه‌دیزج (Sorkhdizj)
یکی از روستاهای استان آذربایجان شرقی است که در دهستان ازومدل جنوبی بخش مرکزی شهرستان ورزقان واقع شده‌است.